# Klåvskär
Klåvskär este o arie protejată (arie specială de conservare — SAC, sit de importanță comunitară — SCI, arie de protecție specială avifaunistică — SPA) din Finlanda întinsă pe o suprafață de 2.377,89 ha, integral pe uscat.

## Localizare
Centrul sitului Klåvskär este situat la coordonatele 59°53′57″N 20°37′43″E / 59.899167°N 20.628611°E.

## Înființare
Situl Klåvskär a fost declarat sit de importanță comunitară în octombrie 1997 pentru a proteja 3 specii de animale. Alte tipuri de protecție:
- arie de protecție specială avifaunistică (în octombrie 1997)[1]
- arie specială de conservare (în decembrie 2015)[2][3]

## Biodiversitate
Situată în ecoregiunea boreală, aria protejată conține 2 habitate naturale: Insulițe și insule mici din Baltica boreală, Recifuri.
La baza desemnării sitului se află mai multe specii protejate:
- păsări (2): chiră de baltă (Sterna hirundo), Sterna paradisaea
- mamifere (1): Halichoerus grypus

Pe lângă speciile protejate, pe teritoriul sitului au mai fost identificate 1 specie de păsări.